# Ван де Пуле, Эрик
Э́рик ван де Пу́ле (нидерл. Eric van de Poele) — бельгийский автогонщик.
Эрик родился 30 сентября 1961 г. в Вервье (Бельгия).
Он провел 29 гонок Ф1, но не заработал ни одного очка, зато в гонках кузовных машин и гонках на выносливость его ждал больший успех — титул в ДТМ 1987 года (несмотря на полное отсутствие побед), 5 побед в 24 часах Спа в самых разных классах (кузовные автомобили и GT).

## Карьера
- 2008
  - Гранд Ам (DP) — 12е место (135 очков, 7 гонок за Krohn Racing (Lola (Pontiac))
  - ALMS (GT2) — 8е место (23 очка, 1 гонка, 1 подиум, за Risi Competizione (Ferrari 430 GT2).
  - FIA GT (GT1) — 12е место (14 очков, 1 гонка (24 часа Спа), 1е место, за Vitaphone Racing Team (Maserati MC12)
  - 24 часа Ле-Мана (GT2) — за Risi Competizione (Ferrari F430 GT), сход
- 2007
  - LMS (LMP2) — 5е место (21 очко, 5 гонок, 1 победа, 2 подиума, за Horag Racing (Lola B05/40 (Judd))
  - ALMS (LMP2) — 19е место (10 очков, 1 гонка за Horag Racing (Lola B05/40 (Judd))
  - FIA GT (GT1) — 12е место (14 очков, 1 гонка (24 часа Спа), 2е место, за Vitaphone Racing Team (Maserati MC12)
- 2006
  - FIA GT (GT1) — 19е место (15 очков, 2 гонки, 1 победа(24 часа Спа), за Bartels Motor&Sport (Maserati MC 12)
  - GP Masters — 2 гонки, 2 подиума
  - ALMS (LMP2) — 9е место (19 очков, 1 гонка, 1 подиум, за Horag Lista Racing (Lola B05/40 (Judd)).
- 2005
  - FIA GT (GT1) — 14е место (20 очков, 1 гонка (24 часа Спа), 1 победа, за Bartels Motor&Sport (Maserati MC 12))
  - LMES (LMP2) — 9е место (10 очков, 1 гонка, 1 победа, за Horag Lista Racing (Lola B05/40)
- 2004 — FIA GT — 3 гонки за  Konrad Motorsport (Saleen S7-R)
- 2003 — ALMS (LMP900) — 17е место (23 очка, 2 гонки за Doran Racing (Dallara (MG)))
- 2002 — 24 часа Ле-Мана (LMP 900) — 4 место (за Team Bentley (Bentley EXP Speed 8))
- 2001 — 24 часа Ле-Мана (GTP) — За Team Bentley (Bentley EXP Speed 8)
- 2000 — 24 часа Ле-Мана (LMP 900) — 12е место, за Team Cadillac (Cadillac Northstar LMP)
- 1999 — ALMS — 26е место (43 очка, 4 гонки, 1 победа)
- 1998
  - Бельгийская серия Procar — 20е место (40 очков, 1 гонка, 1 победа, за Juma Racing (BMW 320i)
  - 24 часа Ле-Мана (P1) — Doyle-Risi Racing (Ferrari 333SP)
- 1997 — 24 часа Ле-Мана (GT1) — за Nissan Motorsports (NISMO)/TWR (Nissan R390 GT1)
- 1996
  - Испанский кузовной чемпионат — 5е место (139 очков, 16 гонок, 2 победы, 5 подиумов, за Team Repsol Nissan (Nissan Primera eGT)
  - Бельгийская серия Procar — 2 гонки, 1 подиум, за Nissan Belgium (Nissan Primera E GT)
  - 24 часа Ле-Мана (категория WSC/IMSA) — за Racing for Belgium/Team Scandia (Ferrari 333 SP LM)
- 1995
  - Испанский кузовной чемпионат — 3е место (204 очка, 18 гонок, 4 победы, 9 подиумов, за Team Repsol Nissan (Nissan Primera GTE)
  - FIA Touring Car World Cup — 2 гонки за Team Repsol Nissan (Nissan Primera GTe)
- 1994
  - Британский кузовной чемпионат (BTCC) — 9 гонок за Old Spice Nissan Racing (Nissan Primera eGT)
  - 24 часа Ле-Мана (категория IMSA/GTS) — за Clayton Cunningham Racing (Nissan 300 ZX Turbo)
  - Испанский кузовной чемпионат — 1 гонка, 1 подиум, за Team Repsol Nissan (Nissan Primera GTE)
- 1993 — Французский кузовной чемпионат — 1 гонка за Nissan Racing (Nissan Primera E GT)
- 1992 — Формула-1 — 4 гонки за Brabham (Brabham BT60B — Judd) и Fondmetal (Fondmetal GR02 — Ford)
- 1991 — Формула 1 — 1 гонка за Lamborghini (Lambo 291 — Lamborghini)
- 1990
  - Международная Формула 3000 — 2 место (30 очков, 11 гонок, 3 победы, за GA Motorsport
  - ДТМ — 31е место(1 очко, 2 гонки за BMW M Team Schnitzer (BMW M3 Sport Evolution)
  - Чемпионат мира среди спортпротипов — 2 гонки за Spice Engineering (Spice SE90C (Ford))
- 1989
  - Международная Формула 3000 — 5е место (19 очков, 10 гонок, 2 подиума, за GA Motorsport
  - ДТМ — 39е место (4 очка, 1 гонка за Valier Motorsport (BMW M3)
- 1988
  - Европейский кузовной чемпионат (ETCC) — 5е место (224 очка, 10 гонок, 2 победы, 5 подиумов, за Schnitzer Motorsport (BMW M3)
  - ДТМ — 34е место (13 очков, 2 гонки)
- 1987
  - ДТМ — 1е место (127 очков, 10 гонок, 3 подиума, за Zakspeed BMW (BMW M3))
  - Немецкая Ф3 — 11 место (29 очков, 6 гонок, 1 подиум, за Hartge Motorsport (Ralt RT31 (Volkswagen)))
  - Чемпионат мира среди легковых автомобилей (WTCC) — 3 гонки, 1 победа, за Alpina (BMW M3)
  - Британская Ф3 — 1 гонка за Hartge Motorsport (Ralt RT31 (Volkswagen))
- 1986
  - Британская Ф3 — 3 гонки за Mike Rowe Racing (Ralt RT30 (Volkswagen))
  - Бельгийский кузовной чемпионат
  - Еврокубок Формулы Форд 1600
- 1985
  - Французская Ф3 — 1 гонка за Prosper Mollekens (Ralt RT3 (Volkswagen))
  - Бельгийский кузовной чемпионат
  - Формула Форд 1600 Бенелюкса
  - Евросерия Формулы Форд 1600
- 1984
  - Французская Ф3 — 6 гонок за Ecole Avia La Chatre (Ralt RT3 (Volkswagen))
  - Немецкая Ф3 — 1 гонка

## Результаты гонок в Формуле-1
| Легенда к таблице |                                                                    |
| --- | ------------------------------------------------------------------ |
| В таблице перечислены результаты всех Гран-при Формулы-1, в которых принимал участие гонщик. Строками таблицы являются сезоны, столбцами — этапы чемпионата мира. В каждой клетке указаны сокращённое название этапа и результат, дополнительно обозначенный цветом. Расшифровка обозначений и цветов представлена в нижеследующей таблице. |                                                                    |
| \| Пример \| Описание \| \| ------------ \| ------------------------------------------------------------------ \| \| 1 \| Победитель \| \| 2 \| Второе место \| \| 3 \| Третье место \| \| 5 \| Финишировал, заработав очки \| \| Сход \| Не финишировал, но при этом заработал очки \| \| 12 \| Финишировал, не получив очков \| \| НКЛ \| Финишировал, но не попал в финальную классификацию \| \| 15 \| Участвовал вне зачёта, либо по отдельной классификации \| \| 18 \| Не финишировал, но попал в финальную классификацию \| \| Сход \| Не финишировал \| \| НКВ \| Не прошёл квалификацию \| \| НПКВ \| Не прошёл предквалификацию \| \| ДСК \| Дисквалифицирован \| \| ИСК \| Исключён из протокола соревнований \| \| ТТ \| Заявлен для участия только в тренировках \| \| НС \| Участвовал в квалификации, но не стартовал в гонке \| \| Т \| Травмирован или болен \| \| ОТК \| Отказ от участия \| \| НТР \| Прибыл на соревнования, но на трассу не выезжал \| \| НПР \| Был заявлен в числе участников, но не прибыл к началу соревнований \| \| О \| Соревнования отменены \| \| \| Не участвовал \| \| Поул-позиция \| \| \| Быстрый круг \| \| |                                                                    |
| Пример | Описание                                                           |
| 1 | Победитель                                                         |
| 2 | Второе место                                                       |
| 3 | Третье место                                                       |
| 5 | Финишировал, заработав очки                                        |
| Сход | Не финишировал, но при этом заработал очки                         |
| 12 | Финишировал, не получив очков                                      |
| НКЛ | Финишировал, но не попал в финальную классификацию                 |
| 15 | Участвовал вне зачёта, либо по отдельной классификации             |
| 18 | Не финишировал, но попал в финальную классификацию                 |
| Сход | Не финишировал                                                     |
| НКВ | Не прошёл квалификацию                                             |
| НПКВ | Не прошёл предквалификацию                                         |
| ДСК | Дисквалифицирован                                                  |
| ИСК | Исключён из протокола соревнований                                 |
| ТТ | Заявлен для участия только в тренировках                           |
| НС | Участвовал в квалификации, но не стартовал в гонке                 |
| Т | Травмирован или болен                                              |
| ОТК | Отказ от участия                                                   |
| НТР | Прибыл на соревнования, но на трассу не выезжал                    |
| НПР | Был заявлен в числе участников, но не прибыл к началу соревнований |
| О | Соревнования отменены                                              |
| | Не участвовал                                                      |
| Поул-позиция |                                                                    |
| Быстрый круг |                                                                    |

| Сезон | Команда   | Шасси           | Двигатель   | Ш | 1        | 2        | 3       | 4        | 5        | 6        | 7        | 8        | 9       | 10      | 11       | 12      | 13       | 14      | 15      | 16      | Место | Очки |
| ----- | --------- | --------------- | ----------- | - | -------- | -------- | ------- | -------- | -------- | -------- | -------- | -------- | ------- | ------- | -------- | ------- | -------- | ------- | ------- | ------- | ----- | ---- |
| 1991  | Modena    | Lamborghini 291 | Lamborghini | G | США НПКВ | БРА НПКВ | САН 9   | МОН НПКВ | КАН НПКВ | МЕК НПКВ | ФРА НПКВ | ВЕЛ НПКВ | ГЕР НКВ | ВЕН НКВ | БЕЛ НКВ  | ИТА НКВ | ПОР НКВ  | ИСП НКВ | ЯПО НКВ | АВС НКВ | —     | 0    |
| 1992  | Brabham   | Brabham BT60B   | Judd        | G | ЮАР 13   | МЕК НКВ  | БРА НКВ | ИСП НКВ  | САН НКВ  | МОН НКВ  | КАН НКВ  | ФРА НКВ  | ВЕЛ НКВ | ГЕР НКВ |          |         |          |         |         |         | —     | 0    |
| 1992  | Fondmetal | Fondmetal GR02  | Ford        | G |          |          |         |          |          |          |          |          |         |         | ВЕН Сход | БЕЛ 10  | ИТА Сход | ПОР     | ЯПО     | АВС     | —     | 0    |